# Ystads Skeppsvarv
Ystads Skeppsvarv var ett svenskt skeppsvarv. Det grundades av Ystad stad på 1870-talet i Ystads hamn och lades ner 1972.

## Historik
Ystads stad anlade omkring 1870 en slip i hamnen, för att främja tillkomsten av fartygsunderhåll och -byggande på orten. Mellan 1874 och cirka 1914 drevs verksamhet där av Ystads Varfs AB, varefter ägandet återgick till Ystad stad. Byggandet av skepp fortsatte fram till 1925, varefter varvet fungerade som reparationsvarv i begränsad skala.
År 1938 övertog Yngve Holm och Eugénie Holm (född 1904) arrendet på varvet. Yngve Holm var son till Knut Holm (1864–1938), som grundat Holms yachtvarv i Gamleby. Varvet började bygga minsvepare och andra fartyg till Svenska marinen, till exempel HMS M13, samt fiskefartyg till Sverige, Tyskland och Island, bland annat fyra fiskekuttrar till Tyskland.
Efter Yngve Holms död 1943 drev Eugénie Holm varvet till 1946, varefter driften utarrenderades till Gordon Witting (1889–1973). Varvet byggde fortsättningsvis stora fiskefartyg, bland annat till Sovjetunionen, och man hade omkring 20 anställda. Sonen Karl Göran Witting (1920–1974) övertog ledningen 1959 och drev varvet till 1972. Det avvecklades då på grund av att Ystad ville disponera marken för att anlägga en terminal för färjor till Polen.

## Byggda fartyg i urval
- Agnes, 1914
- Helene, 1916
- HMS M13, 1941